# Joan Monegal
Joan Monegal y Castells (Manresa, Bages, 14 de mayo de 1933 –  Sabadell, Vallés Occidental, 7 de mayo de 1981) fue un pintor español. Su obra fue caracterizada por las emociones y pasiones. Durante su trayectoria realizó varias exposiciones en lugares como por ejemplo Barcelona, Madrid, Valencia o Andorra.

## Biografía
Su formación se inició a la Academia Miralles de Manresa. Estuvo bajo tutela de los pintores Joan Vilatobà y Fígols, Màrius Vilatobà Ros y Antoni Vila y Arrufat. Más tarde entró a la Escuela de Bellas artes de Sant Jordi de Barcelona donde logró su primer premio de dibujo. Fue en esta última escuela donde coincidió e hizo una fuerte amistad con el importante escultor panameño Carlos Arboleda. Más tarde, en 1961 se traslada a vivir a Massana con su familia y en 1974 ya en Andorra la Vieja.
Fue en esta localidad andorrana donde desarrolló la totalidad de su obra principal.[hace falta [cita requerida]
Falleció joven, el 7 de mayo de 1981, con 47 años. Estuvo casado con Rosa Blasi y Solsona. 

## Obra
Su pintura se caracterizó por las emociones y pasiones. Siempre  había una serenidad y equilibrio que mostraba una contención fruto y resultado de la doma de las emociones y el acceso a la espiritualidad sosegada.
«el concepto de creatividad es esencial para mí… mi obra quiere expresar la exploración de las dimensiones y los cambios del espíritu humano y esto explicado en un lenguaje propio mío, hecho de transferencias, de colores y de rayas y de yuxtaposiciones … Mi pintura la definiría como una revalorització de la figuración. La composición representa actitudes simbólicas … Mi pintura podría llegar hasta la abstracción, desmembrant el tema a base de velos … no  uso más de tres o cuatro, porque correría el riesgo de llegar al nada …»
El Centro de la cultura catalana lo recordó a través de su pintura.
En agosto de 2023, parte de su obra pasó a formar parte  de la Fundación Vila Casas.

## Últimas exposiciones
En el año 2020, el Ministerio de Cultura de Andorra inauguró la exposición virtual 'Joan Monegal". La sala de exposiciones Artalroc tenía previsto acoger la inauguración de la exposición pero debido a la pandemia de la Covid-19 el gobierno decidió presentar los cuadros de manera virtual a través de las redes sociales.
Durante el mes de junio la exposición abrió sus puertas al público.